# فالکنبرگ
فالکنبرگ (به آلمانی: Falkenberg, Lower Bavaria) یک شهر در آلمان است که در بایرن واقع شده‌است.

## خصوصیات
فالکنبرگ ۶۶٫۶۰ کیلومترمربع مساحت دارد ۴۸۷ متر بالاتر از سطح دریا واقع شده‌است.